# اچ‌دی ۱۵۳۲۶۱
اچ‌دی ۱۵۳۲۶۱ یک ستاره است که در صورت فلکی آتشدان قرار دارد.